# Groupe profini
En théorie des groupes, un groupe profini est un groupe topologique obtenu comme limite projective de groupes finis discrets. La notion de groupe profini est particulièrement utile en théorie de Galois, pour pouvoir travailler avec des extensions infinies.
Comme plus généralement en théorie des catégories, cette limite projective est uniquement définie à unique isomorphisme près. Elle peut être interprétée comme objet final d'une bonne catégorie.

## Définition
Les groupes profinis peuvent être définis de deux manières équivalentes.

### Première définition (constructive)
Un groupe profini est un groupe topologique isomorphe à la limite projective d’un système projectif de groupes finis discrets. Dans ce contexte, un système projectif est constitué de :
un ensemble partiellement ordonné {\displaystyle (I,\leq )},
une famille indexée par {\displaystyle I} de groupes finis {\displaystyle {G_{i}:i\in I}} munis de la topologie discrète,
une famille d’homomorphismes {\displaystyle {f_{i}^{j}:G_{j}\to G_{i}\mid i,j\in I,i\leq j}} où {\displaystyle f_{i}^{i}} est l’application identité sur {\displaystyle G_{i}}, satisfaint la propriété de composition {\displaystyle f_{i}^{j}\circ f_{j}^{k}=f_{i}^{k}} pour tout {\displaystyle i\leq j\leq k}.
La limite projective est alors définie comme l’ensemble {\displaystyle \varprojlim G_{i}=\left\{(g_{i})_{i\in I}\in \prod \limits _{i\in I}G_{i}:f_{i}^{j}(g_{j})=g_{i}{\text{ pour tout }}i\leq j\right\}} muni de la topologie relative. Cette limite peut également être définie en termes de théorie des catégories, ou encore à l’aide d’une propriété universelle, comme un objet initial pour une catégorie convenable.

### Deuxième définition (axiomatique)
Un groupe profini est un groupe compact et totalement discontinu, c’est-à-dire un groupe topologique qui est également un espace de Stone.

### Complétion profinie
Pour tout groupe arbitraire {\displaystyle G}, on peut lui associer un groupe profini {\displaystyle {\widehat {G}}}, appelé la complétion profinie de {\displaystyle G}. La complétion profinie est définie comme la limite projective des groupes {\displaystyle G/N}, où {\displaystyle N} parcourt les sous-groupes normaux d'indice fini dans {\displaystyle G}. Ces sous-groupes normaux sont ordonnés par inclusion, ce qui induit un système projectif d’homomorphismes naturels entre les quotients.
Il existe un homomorphisme naturel {\displaystyle \eta :G\to {\widehat {G}}}, dont l’image de {\displaystyle G} dans {\displaystyle {\widehat {G}}} est dense. Cet homomorphisme est injectif si et seulement si {\displaystyle G} est un groupe résiduellement fini (c’est-à-dire que {\displaystyle \bigcap N=1}, où l’intersection est prise sur tous les sous-groupes normaux {\displaystyle N} d’indice fini).
{\displaystyle \eta } vérifie la propriété universelle suivante : pour tout groupe profini {\displaystyle H} et tout homomorphisme de groupes continu {\displaystyle f:G\to H} (où {\displaystyle G} est muni de la topologie la plus grossière compatible avec ses opérations et où les sous-groupes normaux d’indice fini sont ouverts), il existe un unique homomorphisme continu {\displaystyle g:{\widehat {G}}\to H} tel que {\displaystyle f=g\eta }.

### Équivalence
Tout groupe construit par la première définition satisfait les axiomes de la deuxième définition. Réciproquement, tout groupe {\displaystyle G} vérifiant les axiomes de la deuxième définition peut être construit comme une limite projective, selon la première définition, en prenant {\displaystyle \varprojlim G/N}, où {\displaystyle N} parcourt les sous-groupes normaux ouverts de {\displaystyle G} ordonnés par inclusion inverse. Si {\displaystyle G} est topologiquement de type fini, il est également égal à sa propre complétion profinie.

### Systèmes surjectifs
En pratique, le système projectif des groupes finis est presque toujours surjectif, c’est-à-dire que toutes ses applications sont surjectives. Sans perte de généralité, il suffit de considérer des systèmes surjectifs, car il est toujours possible de construire un groupe profini {\displaystyle G} à partir d’un système quelconque, puis de le reconstruire comme sa propre complétion profinie.

## Exemples
Pour tout nombre premier p, le groupe additif de l'anneau {\displaystyle \mathbb {Z} _{p}=\lim _{\leftarrow }\mathbb {Z} /p^{n}\mathbb {Z} } des entiers p-adiques est profini, comme limite projective de groupes cycliques finis. Ce groupe peut être considéré comme le pro-{\displaystyle p}-complété (en) de {\displaystyle \mathbb {Z} }.
En particulier, les entiers peuvent être vus comme des éléments de ce groupe profini : tout entier peut s'écrire comme une somme finie {\displaystyle \alpha =\sum _{i}a_{i}p^{i},} avec ai inférieur à p. On pose alors {\displaystyle \alpha _{n}=\sum _{i\leq n}a_{i}p^{i}}.
On peut de même construire le complété profini {\displaystyle {\hat {\mathbb {Z} }}} du groupe des entiers relatifs en considérant le système projectif formé à partir de tous les {\displaystyle \mathbb {Z} /n\mathbb {Z} } (l'idéal {\displaystyle n\mathbb {Z} } étant considéré comme un sous-groupe du groupe additif de {\displaystyle \mathbb {Z} }).

## Topologie
Par le théorème de Tykhonov, on constate qu'un groupe profini est compact pour la topologie initiale, chacun des groupes finis du système projectif étant muni de la topologie discrète.
On a en fait la caractérisation suivante :

Les groupes profinis sont les groupes compacts totalement discontinus, ou encore : les groupes compacts de dimension zéro.

## Théorie de Sylow
Les groupes profinis ont une structure suffisamment proche de celle des groupes finis pour que la théorie de Sylow s'y énonce de manière analogue au cas classique ; la démonstration se faisant par un simple passage à la limite.

## Théorie de Galois
Le groupe de Galois d'une extension de corps infinie admet une structure naturelle de groupe profini: en effet, ses quotients finis (qui correspondent via la correspondance de Galois aux sous-extensions finies de l'extension considérée) munis de leur topologie discrète forment, avec les morphismes canoniques entre eux, un système projectif de groupes topologiques, dont ledit groupe est isomorphe à celui sous-jacent à la limite.
Le cas du pro-{\displaystyle p}-complété (en) {\displaystyle \mathbb {Z} _{p}} de {\displaystyle \mathbb {Z} } apparaît notamment en théorie d'Iwasawa.